# ثرثرة مفرطة
الثَرثَرة المُفرِطة * هو مُصطلح في علم النفس، وهو اضطراب تواصل يُؤدي إلى إفراطٍ في النُطق مع تكرارٍ للكلام، والذي قد يُؤدي لعدم ترابط الكلام. يُصنف هذا الاضطراب أحيانًا على أنه اضطرابٌ نفسي، وذلك على الرغم من أنه يُصنف غالبًا كعرضٍ لمرضٍ نفسي أو إصابةٍ في الدماغ.

## التسمية
الثَرثَرة المُفرِطة ^ (بالإنجليزية: Logorrhea)‏ وتُسمى أيضًا: الهَذَر أو سيلان النطق أو كثرة الكلام الشاذ أو هوس الثرثرة.
يأتي المُصطلح الإنجليزي (Logorrhea) من المُصطلح الإغريقي (λόγος ῥέω)، وتتكون من مقطعين:
- -logos وهي بادئة الكلام أو النطق
- rheo- وهي لاحقة تعني التدفق

## الوصف
تتميز الثرثرة المُفرطة بالحاجة المُستمرة للحديث. تشمل الأعراض الأخرى المُرتبطة استخدام كلمات مستحدثة (كلمات جديدة دون معنًى واضح)، وفي بعض الحالات الشديدة يقوم الشخص باستحداث كلمات وتصريفاتٍ جديدة. لا ينبغي الخَلط بين الثرثرة المفرطة وضغط الكلام، والذي يتميز بسرعة الكلام والتبديل السريع من موضوعٍ إلى آخر عن طريق روابط ضعيفة مثل القافية أو الجناس، والتي لا توجد بالضرورة في الثرثرة المفرطة.

## الأسباب
ترتبط الثرثرة المفرطة مع إصابات الدماغ في الفص الجبهي، بالإضافة إلى الآفات في المهاد والتشكل الشبكي، كما يرتبط مع الحبسة. قد تنتج الثرثرة المُفرطة عن عددٍ من الاضطرابات النفسية والعصبية وتتضمن الهوس، وفرط النشاط، وشذوذ الحركة والفصام.

## العلاج
قد يكون التحدث المُفرط عرضًا لمرضٍ مستبطن، وبالتالي يجب مُعالجته طبيًا إذا ترافق مع فرط النشاط أو أعراض الأمراض النفسية الأُخرى مثل الهلوسة. حيثُ يعتمدُ علاج الثرثرة المفرطة على المرض المُستبطن نفسه إذا كان موجودًا. عادةً ما تستعمل مُضادات الذهان، ويكون الليثيوم المُكمل الشائع لمرضى الهوس.